# Château de Vieux-Moulin
 (novembre 2023).
- Si vous ne connaissez pas le sujet, laissez ce bandeau (vous pouvez alors contacter les auteurs).
- Si vous supprimez le contenu mis en cause (vous pouvez préalablement contacter les auteurs),

argumentez précisément cette suppression dans la page de discussion
(un manque de référence n'est pas un argument ; une recherche réelle de référence doit avoir été effectuée, être formellement documentée).
Le château de Vieux-Moulin est un édifice situé à Vielmanay, en France.

## Localisation
Le château est situé sur le territoire de la commune de Vielmanay, dans le département de la Nièvre en région Bourgogne-Franche-Comté, au creux d’un vallon boisé parcouru par un petit affluent de la Loire.

## Description
Le château de Vieux-Moulin est une ancienne maison forte cernée de douves, qui assurait la protection de l'abbaye de Bellary. De l'ancienne maison forte, il reste encore aujourd’hui la tour massive du nord-est, la base de la tour du sud-ouest, ainsi qu'une partie de la tour carrée d’entrée et des douves. La tour nord-est est couronnée de mâchicoulis et d’un chemin de ronde ; ses murs sont percés de deux canonnières d'origine où des archères ont été créées plus tard. Le château est bâti sur une plate-forme rectangulaire de 35 m de long et 25 m de large entourée de fossés larges de 20 à 25 m. La cour intérieure permet d’accéder à un grand corps de logis, à un étage, construit sur les caves voûtées d’origine et entre les deux tours rondes. La facade est flanquée en son milieu d’une tour hexagonale coiffée d’un toiture polygonale et abritant un escalier à vis. Au XVIIe siècle, des fenêtres ont été ouvertes dans les deux façades et deux pavillons rectangulaires ont été bâtis de part et d'autre du porche et sur les bases des constructions de l'enceinte du XIIIe siècle[source insuffisante],[source insuffisante].

## Historique
La seigneurie de Vieux-Moulin est une terre très ancienne relevant de Châteauneuf-Val-de-Bargis, qui appartint au seigneur de Champlemy. La guerre de Cent Ans a contribué à ruiner en partie la maison forte, qui fut reconstruite à la Renaissance par Guillaume de Marafin[réf. souhaitée].
Théodore de Bèze, dont la famille tient fief dans le Donziois, réside souvent à Vieux-Moulin où il retrouve l'ancien archidiacre de Decize. Fils d’un bailli de Vézelay, il avait été élevé dans les principes de la religion catholique sous l'influence de son oncle Nicolas, abbé de Cervon puis archidiacre d'Étampes[source insuffisante]. 
Le château fait l'objet d'une inscription partielle au titre des monuments historiques par arrêté du 15 octobre 1971.